# Golden Guernsey

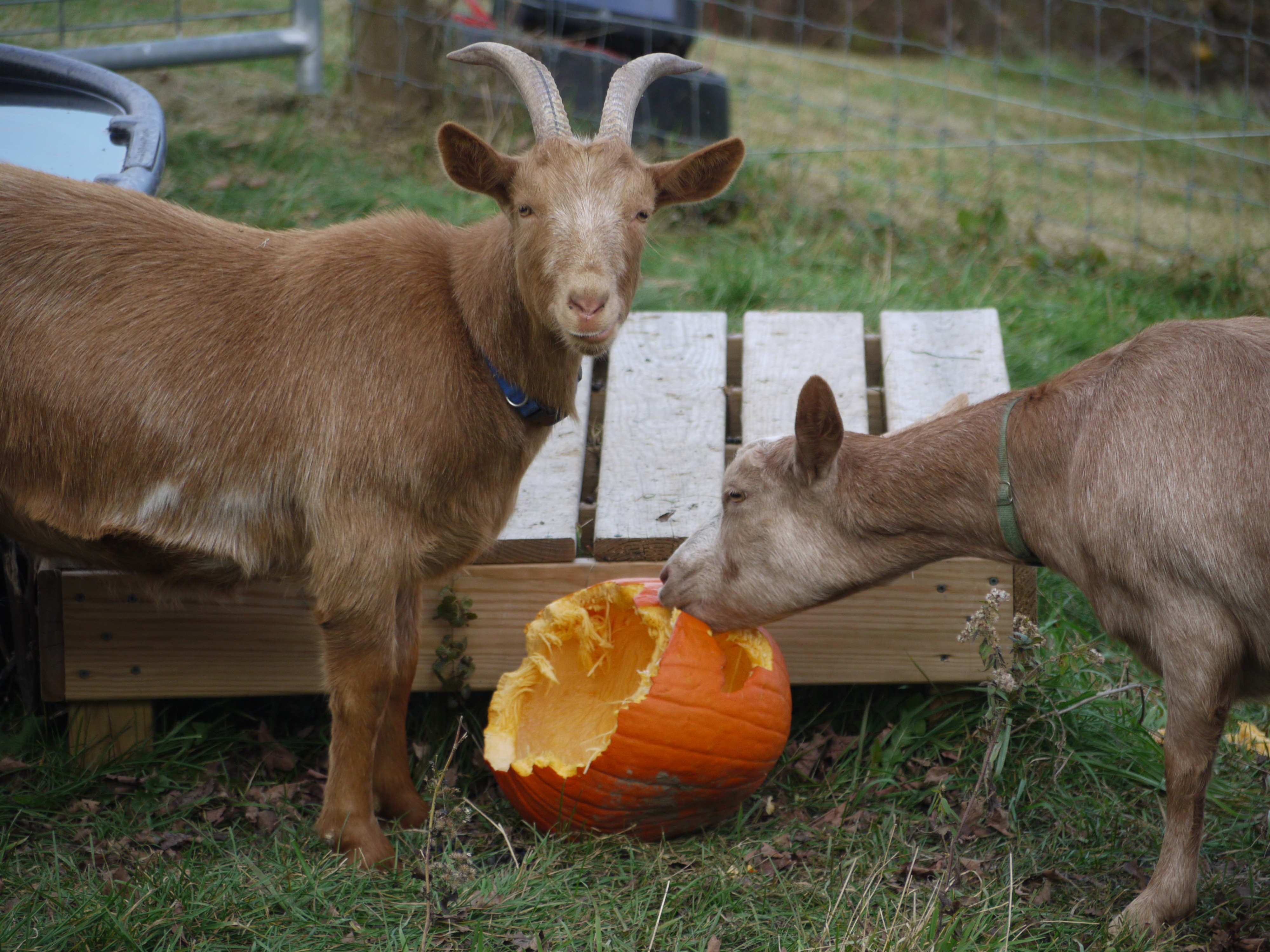
Chèvres Golden Guernsey mangeant une citrouille

La Golden Guernsey est une race de chèvre en provenance de la baie de Guernesey. Elle a été introduite en Grande-Bretagne en 1965.

## Caractéristiques
La Golden Guernsey a une robe de couleur or, variant du blond pâle à la couleur bronze.